# Richard M. Kleberg

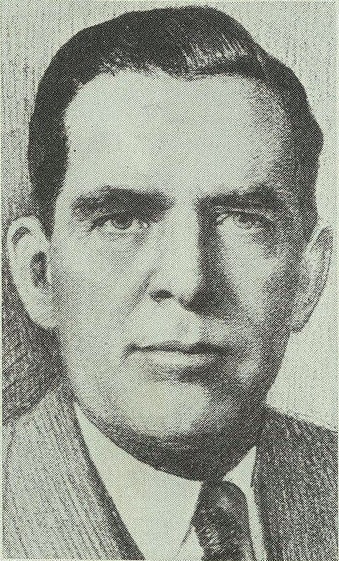
Richard M. Kleberg

Richard Mifflin Kleberg (* 18. November 1887 bei Kingsville, Texas; † 8. Mai 1955 in Hot Springs, Arkansas) war ein US-amerikanischer Politiker. Zwischen 1931 und 1945 vertrat er den Bundesstaat Texas im US-Repräsentantenhaus.

## Werdegang
Richard Kleberg war ein Neffe des Kongressabgeordneten Rudolph Kleberg (1847–1924) und ein Cousin von Robert C. Eckhardt (1913–2001), der ebenfalls den Staat Texas im Kongress vertrat. Außerdem war er einer der Erben der King Ranch, die zu den größten Ranches weltweit gehört. Er besuchte die öffentlichen Schulen seiner Heimat und danach bis 1905 die Corpus Christi High School. Anschließend studierte er bis 1911 an der University of Texas in Austin. Nach einem zwischenzeitlichen Jurastudium wurde er 1909 als Rechtsanwalt zugelassen. Im Jahr 1911 wurde er Vorarbeiter der King Ranch; von 1913 bis 1924 arbeitete er bei deren Verwaltung. Außerdem wurde Kleberg im Bankgewerbe tätig. In den Jahren 1929 bis 1931 war er Vorstandsvorsitzender des College of Arts and Industry.
Politisch schloss sich Kleberg der Demokratischen Partei an. Nach dem Tod des Abgeordneten Harry M. Wurzbach wurde er bei der fälligen Nachwahl für den 14. Sitz von Texas als dessen Nachfolger in das US-Repräsentantenhaus in Washington, D.C. gewählt, wo er am 24. November 1931 sein neues Mandat antrat. Nach sechs Wiederwahlen konnte er bis zum 3. Januar 1945 im Kongress verbleiben. Während seiner Zeit im Kongress wurden zwischen 1933 und 1941 die New-Deal-Gesetze der Bundesregierung unter Präsident Franklin D. Roosevelt verabschiedet. Seit 1941 war auch die Arbeit des Kongresses von den Ereignissen des Zweiten Weltkrieges geprägt. Im Jahr 1933 wurden der 20. und der 21. Verfassungszusatz ratifiziert. Von 1931 bis 1934 war der spätere US-Präsident Lyndon B. Johnson einer der Mitarbeiter Klebergs und begann dort seine politische Laufbahn.
1944 wurde Richard Kleberg von seiner Partei nicht mehr zur Wiederwahl nominiert. Nach dem Ende seiner Zeit im US-Repräsentantenhaus arbeitete er wieder für die King Ranch. Dabei wurde er Vorstandsvorsitzender der King Ranch Corp. Zwischen 1951 und 1955 war er auch Mitglied der Jagd- und Fischereikommission des Staates Texas. Er starb am 8. Mai 1955 während eines Besuchs in Arkansas und wurde in Kingsville beigesetzt.